# Татяна Буруджиева
Татяна Иванова Буруджиева-Ваниотис е българска политоложка, философ и политик, народна представителка в XLII народно събрание от БСП, началник на кабинета на председателя на БСП, Сергей Станишев. Избрана е като водач на листата на Коалиция за България в Разград с 26,61% от гласовете.

## Биография
Родена е на 15 юни 1957 година в София, в семейството на активиста на БКП Иван Буруджиев. Бащата на Буруджиева Иван Буруджиев е участвал в убийството на генерал Христо Николов Луков. По-късно комунистическият деец Буруджиев става военен, поради което семейството се мести често.
Завършва Софийския университет „Св. Климент Охридски“ и специализира политически комуникации и политически мениджмънт във Франция и Белгия.
Кандидат е на политологическите науки с дисертация на тема „Ролята на политическата пропаганда във възрожденската преса за формиране политическо съзнание на българите- 60-70 те гг. на XIX в.“ (1986). Доцент (1998) в Софийския университет „Св. Климент Охридски“.
Преподава политология в няколко български университета, сред които Софийски и Нов български университет.
Владее английски, говори и френски, руски, гръцки, испански, италиански, учила е латински.

### Роля в БСП
Татяна Буруджиева е началник на кабинета на председателя на БСП, Сергей Станишев. На 2 юни 2013 г. отрича да е участвала в определянето на състава на кабинета на Пламен Орешарски.

### Парламентарна дейност
Към 14 юли 2013 г. участва в парламентарните комисии по културата и медиите от 19 юни 2013 г. и по образованието и науката от 3 юли 2013 г.
Към 14 юли 2013 г. е внесла законопроекти за допълнение на Закона за корпоративното подоходно облагане Архив на оригинала от 2013-06-30 в Wayback Machine., за допълнение на Закона за насърчаване на заетостта Архив на оригинала от 2013-06-30 в Wayback Machine., за изменение и допълнение на Закона за гарантираните вземания на работниците и служителите при несъстоятелност на работодателя Архив на оригинала от 2013-06-30 в Wayback Machine. и за изменение на Кодекса за социално осигуряване.

## Политически позиции
Относно БСП
На 5 декември 2007 г. Буруджиева заявява във вестник „Фактор“, че БСП е „може би е единствената, която отговаря на класическото определение за партия“. Според Буруджиева „Такава формация много трудно се разклаща и се разцепва“, има история и кауза, независимо дали я защитава или не.
Относно ГЕРБ
На 5 декември 2007 г. Буруджиева заявява във вестник „Фактор“, че ГЕРБ „е една формация, която се гордее, че е полицейска, с методи, които шокират европейците“ и че партията много трудно ще се пребори за членство в Европейската народна партия.
Относно ДСБ
На 5 декември 2007 г. Буруджиева заявява във вестник „Фактор“, че ДСБ ще продължи да съществува като полюс на една евентуална комунистическа партия. Тогавашният лидер на партията, Иван Костов, тя определя като ясен, прогнозируем субект със силно консервативни, аристократично-партийни ценности.
Относно СДС
На 5 декември 2007 г. Буруджиева заявява във вестник „Фактор“, че СДС е системната партия, която ще олицетворява дясното, независимо от всички трудности и драматизма да намери новите си лица.
Относно ДПС
На 5 декември 2007 г. Буруджиева заявява във вестник „Фактор“, че ДПС е истинската лидерска партия, чийто устав е направен на базата на ясно концентрирани пирамидални структури.
Относно приемането на България в ЕС и изборите за XLI народно събрание
На 30 декември 2005 г. в интервю за „Новинар“ Буруджиева заявява, че очаква след приемането на България в Европейския съюз цените да се покачат повече от увеличението на заплатите, което да доведе до криза, вследствие на която НДСВ да напусне правителството на Сергей Станишев. В същото интервю заявява, че очаква да бъде създадена партия около Бойко Борисов.
Относно състава на XLII народно събрание
В интервю за „Новинар“ на 17 юни 2012 г. Буруджиева заявява, че в парламента ще има 5 – 6 партии.
Относно избирането на Делян Пеевски за председател на ДАНС
На 15 юни 2013 г. пред „24 часа“ Буруджиева заявява, че е подкрепила кандидатурата на Делян Пеевски за председател на ДАНС „тъй като от опита си на политолог е научила, че на човек трябва да се даде възможност и да се съди по действията му“. Тя счита, че политическата отговорност за кандидатурата на Пеевски е на БСП в лицето на лидера, Сергей Станишев, и че след обществената реакция против избирането на Пеевски БСП ще бъде крайно критична към случващото се в правителството.
В интервю за „Труд“ Буруджиева заявява, че приема протестите, които показват обществената позиция спрямо назначението на Пеевски, но счита искането за оставка на правителството, при положение, че то по никакъв начин не е показало какво може или какво не може, за нонсенс. Заявява и „Всички сме така – целият ни живот отиде да се случват неща, които не искаме“.
Относно забраната за пушене
Буруджиева е сред вносителите на поправки, целящи облекчаване на ограничението за пушене на обществени места. Според нея грижата за здравето на хората и най-вече на децата трябва да се насочи към това да не се пуши демонстративно в училищните дворове. Пред „Дневник“ тя заявява, че е убедена, че в заведенията режимът може да се либерализира и това няма да пречи на противниците на тютюневия дим. Според нея новите по-високи такси за столовете в залите за пушачи в бюджета годишно биха вливали 20 млн. лв. повече в бюджета на България.
Относно отношенията между България и НАТО
На 2 юни 2013 г. Буруджиева заявява пред Радио К2, цитирано от „Труд“, че България трябва да се откаже да поема ангажименти към НАТО, които да са равни на бюджета на страната в социалната сфера за години напред.